# 飾東郡
飾東郡（日语：／ Shikisai gun */?）是過去位於兵庫縣中部的郡，已於1896年4月1日與飾西郡合併為飾磨郡。
過去的範圍現已全市被併入姬路市，相當於現在姬路市的東南部地區。

## 歷史
在令制國時代屬於播磨國，最初屬於飾磨郡一部分，但後來在13世紀至14世紀期間被分割為飾東郡及飾西郡兩郡。19世紀末江戶時代結束之際，飾東郡全境皆屬於姬路藩的領地。
隨著1868年幕府的結束及接著實施的廢藩置縣政策，曾先後隸屬姬路縣、飾磨縣，1876年經過整併後屬於兵庫縣。
1879年實施郡區町村編制法，正式的設置了近代的行政區劃「飾東郡」，郡役所設於姬路（位於現在的姬路市市中心）。

### 沿革

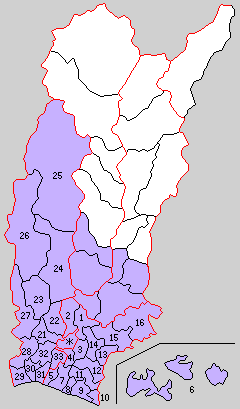
1889年飾東郡轄下的行政區劃
1.水上村 2.城北村 3.市殿村 4.國衙村 5.飾磨町 6.家島村 7.高濱村 8.妻鹿村 9.白濱村 10.八木村 11.糸引村 12.四鄉村 13.御國野村 14.花田村 15.谷外村 16.谷內村
（紫色：現屬姬路市、＊當時的姫路市、21 - 33屬於飾西郡）

- 1889年04月1日：實施町村制，原屬飾東郡的姬路及周邊區域被劃出設立姬路市；飾東郡其餘地區下設：水上村（日语：水上村 (兵庫県)）、城北村（日语：城北村 (兵庫県飾磨郡)）、市殿村（日语：市殿村）、國衙村（日语：国衙村）、飾磨町、家島村、高濱村（日语：高浜村 (兵庫県)）、妻鹿村、白濱村、八木村（日语：八木村 (兵庫県飾磨郡)）、糸引村（日语：糸引村）、四鄉村（日语：四郷村 (兵庫県)）、御國野村（日语：御国野村）、花田村（日语：花田村 (兵庫県)）、谷外村（日语：谷外村）、谷內村（日语：谷内村 (兵庫県)）。（1町15村）
- 1894年04月01日：高濱村的下中島地區分出，獨立設立為下中島村（日语：下中島村 (兵庫県)）。（1町16村）
- 1896年07月1日：飾東郡和飾西郡合併為飾磨郡。